# Lake Barcroft
Lake Barcroft és una concentració de població designada pel cens dels Estats Units a l'estat de Virgínia. Segons el cens del 2000 tenia 8.906 habitants.

## Demografia
Segons el cens del 2000, Lake Barcroft tenia 8.906 habitants, 3.589 habitatges, i 2.415 famílies. La densitat de població era de 1.392,2 habitants per km².
Dels 3.589 habitatges en un 26,9% hi vivien nens de menys de 18 anys, en un 56,9% hi vivien parelles casades, en un 7,1% dones solteres, i en un 32,7% no eren unitats familiars. En el 26% dels habitatges hi vivien persones soles el 9,1% de les quals corresponia a persones de 65 anys o més que vivien soles. El nombre mitjà de persones vivint en cada habitatge era de 2,48 i el nombre mitjà de persones que vivien en cada família era de 2,97.
Per edats la població es repartia de la següent manera: un 20,5% tenia menys de 18 anys, un 5,3% entre 18 i 24, un 29,8% entre 25 i 44, un 28,2% de 45 a 60 i un 16,1% 65 anys o més.
L'edat mediana era de 42 anys. Per cada 100 dones de 18 o més anys hi havia 92,7 homes.
La renda mediana per habitatge era de 83.593 $ i la renda mediana per família de 101.562 $. Els homes tenien una renda mediana de 62.882 $ mentre que les dones 52.284 $. La renda per capita de la població era de 46.293 $. Entorn del 2,7% de les famílies i el 3,4% de la població estaven per davall del llindar de pobresa.

## Poblacions més properes
El següent diagrama mostra les poblacions més properes.